# Neulise

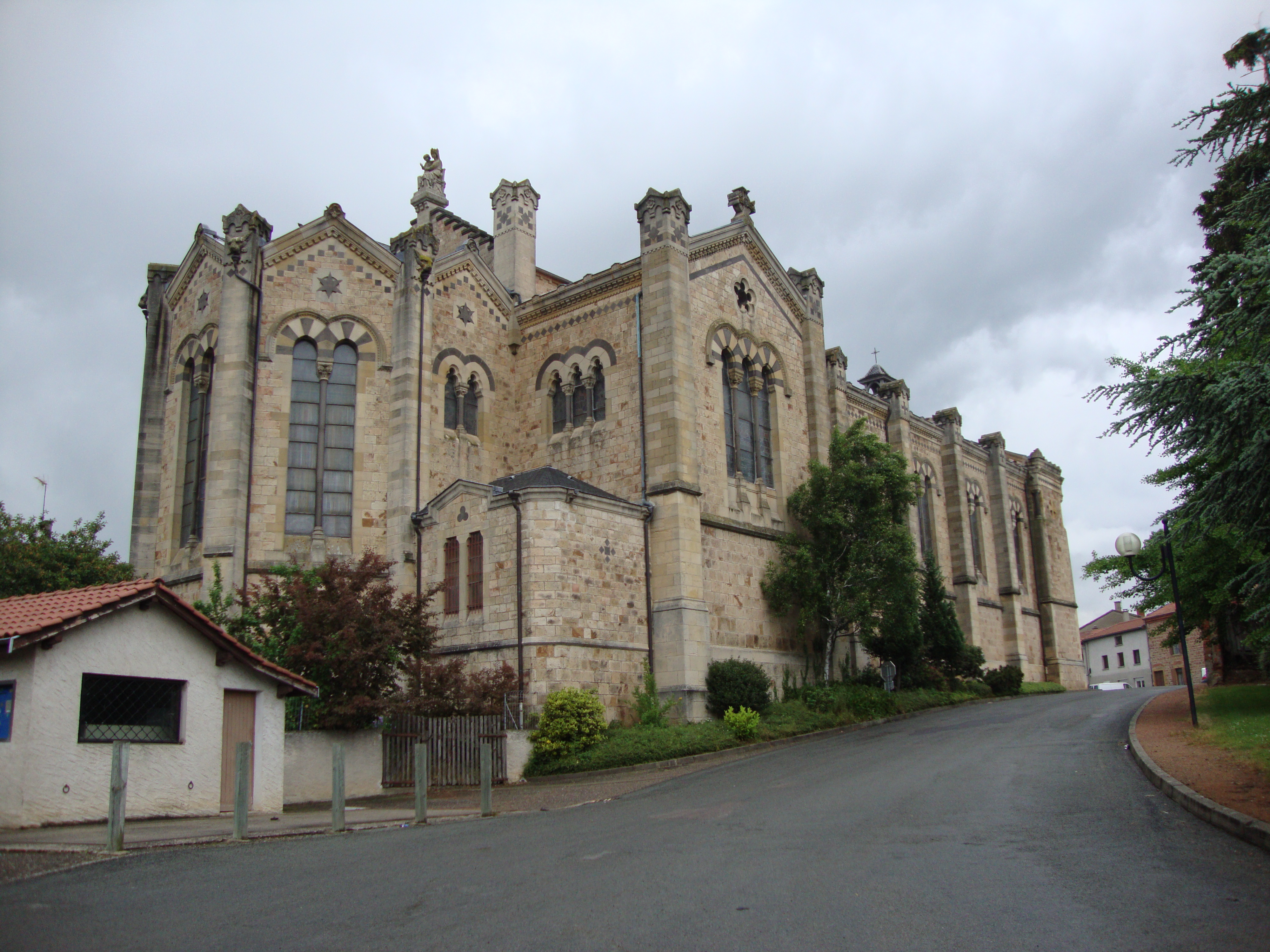
Kościół św. Jana Chrzciciela w Neulise, 2011

Neulise – miejscowość i gmina we Francji, w regionie Owernia-Rodan-Alpy, w departamencie Loara.
Według danych na rok 1990 gminę zamieszkiwały 1153 osoby, a gęstość zaludnienia wynosiła 50 osób/km² (wśród 2880 gmin regionu Rodan-Alpy Neulise plasuje się na 705. miejscu pod względem liczby ludności, natomiast pod względem powierzchni na miejscu 391.).